# Paul Robeson
Paul Robeson (Princeton, Nueva Jersey, 9 de abril de 1898-Filadelfia, 23 de enero de 1976) fue un actor políglota, atleta, cantante de conciertos, bajo profundo, escritor, abogado y activista de los derechos civiles.

## Su vida
Hijo de un esclavo fugitivo que se había convertido en predicador protestante y que logró licenciarse en la Universidad de Lincoln, su madre provenía de una familia de cuáqueros que había luchado por la abolición de la esclavitud en los Estados Unidos.
En 1910, la familia Robeson se trasladó a Somerville, Nueva Jersey. Después de estudiar Derecho en la Universidad de Rutgers, Robeson se graduó como abogado. Fue el tercer estudiante de origen negro en aquella universidad. En su juventud, fue jugador de rugby, de béisbol y de baloncesto en la universidad.[cita requerida]
Si no hubiese sido por su condición de persona negra, Robeson habría constituido el prototipo heroico de la sociedad estadounidense de su época. El estigma llegó a tales extremos que las otras universidades estadounidenses, en general, se negaban a competir con la Universidad de Rutgers porque esta tenía en su equipo a un jugador negro. Jugó fútbol americano profesional en la American Professional Football Association (llamada después National Football League, es decir, Liga Nacional de Futbol) con los Akron Pros y los Milwaukee Badgers. Después, fue entrenador asistente en la Universidad Lincoln en Pensilvania.
A su ingreso en el Colegio de Abogados de Princeton, una mecanógrafa blanca rechazó escribir al dictado de un abogado negro y esto hizo que Robeson desistiera de ser abogado, por lo que se dedicó a otras labores. Se convirtió en actor de teatro y de cine.[cita requerida]
Fue amigo del gran cineasta soviético Sergéi Eisenstein y del dirigente keniano Jomo Kenyatta, así como de otros líderes mundiales de la época (de Nehru y de Emma Goldman). Como artista y como figura pública, fue aclamado por escritores y pensadores como Pablo Neruda, James Joyce y Ernest Hemingway.[cita requerida]
Envió a su hijo a estudiar a una universidad soviética, para evitarle los prejuicios racistas estadounidenses.[cita requerida]
De personalidad rebelde y asertiva, dirigió las primeras campañas de Estados Unidos para reivindicar los derechos de la población afrodescendiente.[cita requerida]
Se casó con Eslanda Cardozo Goode, quien le animó a que actuara en producciones de teatro aficionado. En esa experiencia, tuvo la oportunidad de conocer al dramaturgo progresista estadounidense Eugene O'Neill, Premio Nobel de Literatura en 1936 y tres veces Premio Pulitzer: en 1920, 1922 y 1928.[cita requerida]

## Su figura como líder político y como artista
En 1925 tuvo ocasión de viajar al Reino Unido. Una vez allí, dice que tomó conciencia política y «aprendió que el carácter esencial de una nación no está determinado por las clases altas, sino por el pueblo, y que los pueblos de todas las naciones son hermanos en la gran familia de la Humanidad».
Comenzó a cantar spirituals, y otras canciones sobre la salvaje explotación de los negros del sur de los Estados Unidos, con su inconfundible y potente voz grave.[cita requerida]
En la década de 1930, en sus viajes por Europa y la URSS, tomó contacto con los miembros de organizaciones antifascistas de los citados lugares, con los oprimidos y con la dirigencia de la clase obrera de la época. Empezó a comprender que su arte tenía la capacidad de servir a la lucha de los trabajadores de todo el mundo. Se convenció de que los afroamericanos, como descendientes de esclavos, tenían una cultura común con los trabajadores de otros países; que, como sucedía en Rusia, eran descendientes de siervos. En la Unión Soviética fue donde, según sus palabras, se sintió tratado como un completo ser humano y vio que no había prejuicios contra los afroamericanos ni ningún otro tipo de discriminación racial.[cita requerida]
Cantó blues, canciones contra la explotación y la esclavitud, himnos de los presidiarios, de los remeros del Volga, de los maquis, de las Brigadas Internacionales de la guerra civil española, marchas de los obreros rusos y fragmentos del Porgy and Bess, de George Gershwin, y su pieza emblemática, Old Man River. También tradujo el himno de la Unión Soviética al inglés, en 1943.[cita requerida]
A partir de la llegada del nacional-socialismo a Alemania en 1933, se convirtió en un activo opositor a esta ideología. En 1936, participó en la guerra civil española, dentro la Brigada Lincoln, compuesta por voluntarios antifascistas estadounidenses, y visitó el hospital de las Brigadas Internacionales en Benicasim, cantando a los soldados que allí se recuperaban de sus heridas. En un mitin antifascista contra el levantamiento de Francisco Franco contra la República en 1936, Robeson dijo: "El artista debe tomar partido. Debe elegir luchar por la libertad o por la esclavitud. Yo he elegido. No tenía otra alternativa".
Intervino en once películas. La primera de ellas fue Body and Soul, dirigida en 1925 por Oscar Micheaux, un pionero del llamado cine independiente que, sin dinero, logró producir cerca de 40 películas, entre 1919 y 1948, e involucró temas y actores afroamericanos.[cita requerida]
Con una imponente calidad de actor, Robeson interpretó a dos personajes gemelos: un criminal disfrazado de reverendo eclesiástico y un joven comerciante, ambos enamorados de la misma mujer. Esta constituyó una película intensa sobre temas y valores colectivos, una película muda donde, de manera paradójica, la poderosa voz de Robeson estuvo ausente. Sin embargo, era interpretada por un acompañamiento musical de gran significación en la historia del jazz contemporáneo, ya que se trató de la orquesta de jazz del Lincoln Center, que dirigía en ese entonces Wynton Marsalis, que había encomendado a otro ícono del jazz, Wycliffe Gordon, la elaboración de un acompañamiento que se ejecutó en vivo durante las dos proyecciones de la película de Oscar Micheaux y Robeson, tal como se estilaba en la época presonora del cine. Tanto Marsalis como el pianista Marcus Printup, acompañados de un grupo de jazz de los más importantes del momento, rindieron este homenaje a los precursores del cine afroamericano.[cita requerida]
Robeson no fue el típico cantante o actor estadounidense carente de formación, ya que era poseedor de una extensa ilustración y una amplia cultura, pues tenía una extraordinaria preparación intelectual y hablaba más de veinte idiomas. En 1952, la Unión Soviética le concedió el Premio Lenin de la Paz (por aquel entonces llamado Premio Stalin de la Paz).[cita requerida]

## La persecución política

Paul Robeson, pintado por Betsy Graves Reyneau, en la colección de la National Archives and Records Administration.

Sufrió la persecución feroz del macartismo y del propio FBI. Durante un interrogatorio en el senado estadounidense, ante el Comité de Actividades Antinorteamericanas, fue interrogado por el diputado republicano Gordon Harry Schere acerca del porqué no se quedaba en la Unión Soviética, contestó:

«Porque mi padre fue un esclavo, y mi gente murió para construir este país, y yo me voy a quedar aquí, y voy a ser tan parte de este país como usted. Y ningún fascista me obligará a irme. ¿Está claro? Apoyo la paz con la Unión Soviética, apoyo la paz con China, y no apoyo la paz ni la amistad con el fascista Franco, y no apoyo la paz con los nazis alemanes. Yo apoyo la paz con la gente decente.»

El Comité de Actividades Antinorteamericanas acabó declarando que Robeson había intentado construir un Estado prosoviético en el sur de los Estados Unidos, y le privó de su pasaporte.[cita requerida]
Este hecho acabó con su carrera. Cerca de 80 de sus conciertos se cancelaron. En 1949, dos conciertos al aire libre en Peekskill (Nueva York) fueron atacados por grupos racistas sin que la Policía estatal hiciera nada para impedirlo. Para la ocasión, Robeson declaró: «Voy a cantar dondequiera que la gente quiera que cante... y no me asustan las cruces que arden [en alusión al Ku Klux Klan], ni en Peekskill ni en ningún otro sitio.»[cita requerida]

## Reconocimientos a su significación política
Otro de sus grandes amigos fue Albert Einstein, con quien compartía su anhelo por la paz mundial. Fue liquidado en vida por la prensa norteamericana, que le dio poco espacio a su figura hasta lograr marginarlo por completo. 
Se dice que era uno de los cantantes preferidos de Pablo Neruda, quien le reservó un espacio en su Canto General: 
"Pues bien, esta mañana vuelve al mármol el odio/ 

el odio del Sur blanco hacia el viejo dormido/ 

en las iglesias los negros están solos con Dios/ 

con Dios según lo creen las plazas/ 

en los tres el mundo tienen ciertos letreros/ 

que dividen el cielo el agua el aire/ 

qué vida tan perfecta dice la delicada/ 

señorita y en Georgia matan a palos/ 

cada semana a un joven negro/ 

mientras Paul Robeson canta como la tierra/ 

como el comienzo del mar y de la vida/ 

canta sobre la crueldad y los avisos/ 

de Coca-Cola canta para hermanos/ 

de mundo a mundo entre los castigos/ 

canta para los nuevos hijos para/ 

que el hombre oiga y detenga su látigo/ 

la mano cruel la mano que Lincoln abatiera/ 

la mano que resurge como una blanca víbora/ 

el viento pasa el viento sobre la tumba trae/ 

conversaciones restos de juramentos algo/ 

que llora sobre el mármol como una lluvia fina/ 

de antiguos olvidados dolores insepultos/ 

el Klan mató a un bárbaro persiguiéndolo/ 

colgando al pobre negro que aullaba quemándolo/ 

vivo y agujerado por los tiros/ 

bajo sus capuchones los prósperos rotarios/ 

no saben así creen que sólo son verdugos/ 

cobardes carniceros detritus del dinero/ 

con la cruz de Caín regresan/ 

a lavarse las manos a rezar el domingo/ 

telefonean al Senado contando sus hazañas". 

## Reconocimiento como figura deportiva
Robeson es reconocido como uno de los tres primeros afroamericanos que jugaron fútbol americano profesional en la National Football League (los otros dos fueron Fritz Pollard y Bobby Marshall). Jugó para los equipos Akron Pros y Milwaukee Badgers. Fue entrenador asistente en la Universidad Lincoln, en Pensilvania. En 1995, 19 años después de su fallecimiento, fue seleccionado para el Salón de la Fama del Fútbol Americano Universitario

## Robeson en la filatelia
El primer país en homenajear a Paul Robeson en un sello de correos fue la República Democrática Alemana, en 1983; en segundo lugar, Mali, en 1986, y por último apareció en un sello de correos de los Estados Unidos, en el 2004.[cita requerida]

## Filmografía
- 1942 - Tales of Manhattan
- 1942 - Native Land (voz en off)
- 1940 - The Proud Valley
- 1937 - King Solomon's Mines
- 1937 - Big Fella
- 1937 - Jericho
- 1936 - Show Boat
- 1936 - Song of Freedom
- 1935 - Sanders of the River
- 1933 - The Emperor Jones
- 1930 - Borderline
- 1925 - Body and Soul

## Discografía

### Colectivos
- 1975 - Vorwärts, nicht vergessen solidarität!
- Voz Boríto

Discografía:  L.P. "ROBESON"  Con coro y orquesta  LP : Vanguard 14017  Music Hall
- - Faz A:  Niño aguatero, Shenandoah, Río profundo, El cuerpo de John Brown,Jerusalem, Danny Boy.
  - Faz B:  A veces me siento un niño huérfano, Criaturas a bordo ,La casa donde vivo, Loch Lomond, Brinda conmigo con tus ojos solamente, Josué libró la batalla de Jericó, A través de la noche.